# Джозеф Ноель Патон
Сер Джозеф Ноель Патон (англ. Sir Joseph Noel Paton; 13 грудня 1821, Данфермлін, Файф — 26 грудня 1901, Единбург) — шотландський художник, один із найбільших представників вікторіанського казкового живопису.  

## Життя і творчість
Народився в сім'ї ткачів, які виготовляли тканину з оксамиту і торгували нею. Деякий час Дж. М. Патон також займався цією справою. Однак захоплення живописом привело молодого художника в Лондон, де він в 1843 році вступив в Королівську академію мистецтв. 
Свої твори Дж. М. Патон творив у стилі прерафаелітів. Головні теми його творчості — історичні та літературні сюжети, а також легенди, казки. Писав також релігійні та алегоричні полотна. Його перше помічене громадськістю полотно — «Руф сіє пшеницю» — було виставлено в Королівській шотландської академії в 1844 році. Дві його найбільш відомі картини — «Сварка Оберона і титанів» (1846) і «Примирення Оберона і титанів» (1847) — зберігаються в Шотландській національній галереї. 
У 1847 році художник став членом-кореспондентом, а в 1850 — дійсним членом Королівської шотландської академії. У 1858 році він одружився з Маргарет Фур'є, яка народила семеро дітей. У 1867 році королева Вікторія звела майстра в дворяни. У 1878 році став доктором права Единбурзького університету. 

### In memoriam
Під впливом подій в Індії в 1857 році, коли там відбувалося повстання місцевого населення проти британської влади (повстання сипаїв), Дж. Н. Патон на літній виставці в Королівській академії виставив свою картину «In memoriam» ( «Пам'ятайте!»), на якій зобразив невелику групу жінок, які зіщулились від страху, до них наближаються повсталі сипаї. В цей час в пресі Великої Британії повідомлялося про критичне становище оточених в місті Канпур англійців, про жорстоке побиття індійцями європейців (різанина в Бібігарі), і в зв'язку з цим реакція глядачів на полотно Патона виявилася настільки гострою і відчайдушною, що художник вирішив переписати свою картину. Замість сипаїв він на ній зобразив солдат Шотландського полку, що рятують нещасних, а саме полотно перейменував у «In Memoriam, Henry Havelock» («Пам'яті Генрі Гавелока» — англійського офіцера, який активно брав участь у знятті облоги з Канпура).

## Галерея

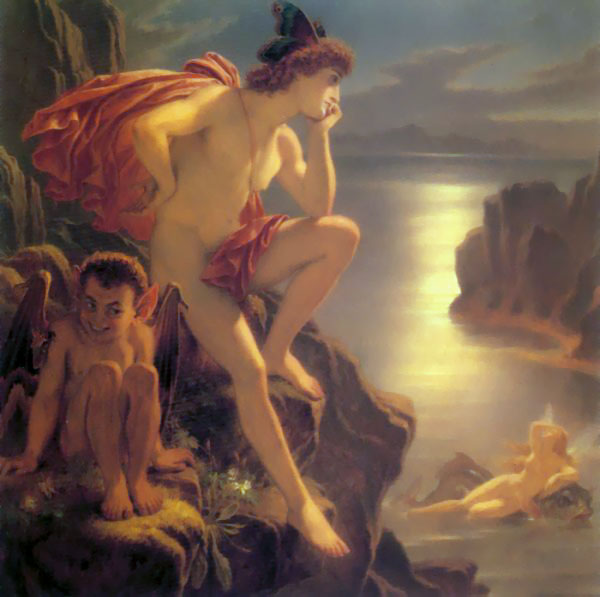
Оберон і його наречена (1888)
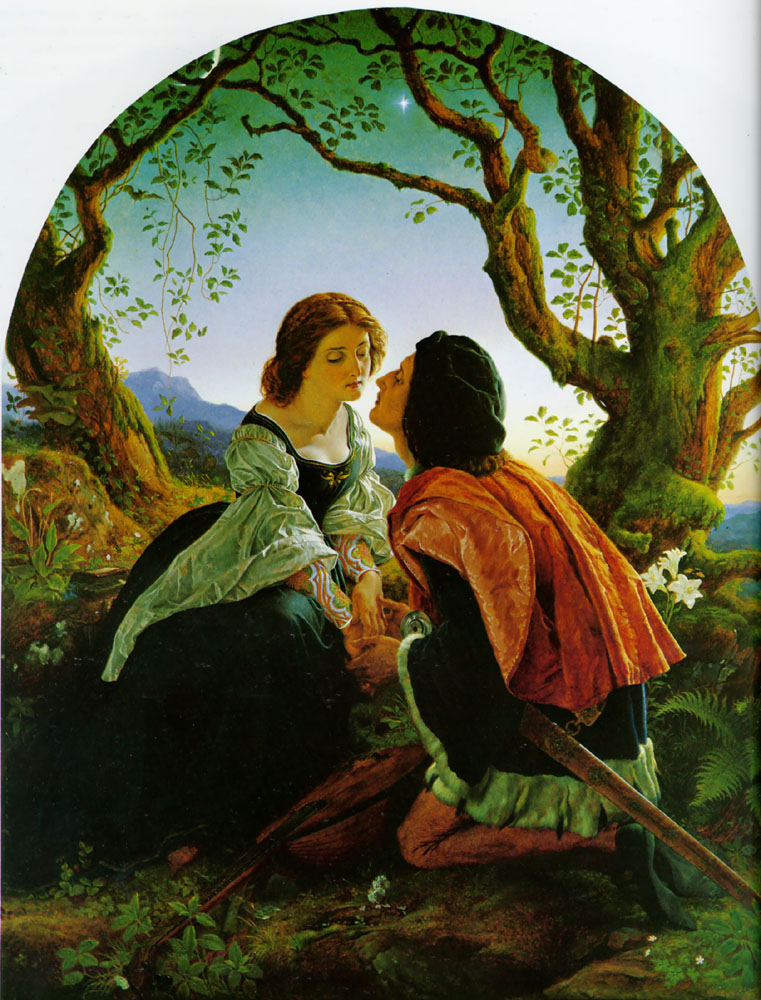
Геспер (1857)
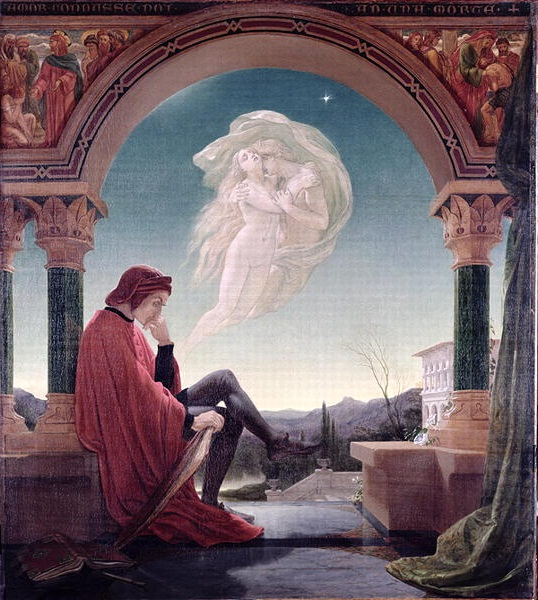
Роздуми Данте (1852)
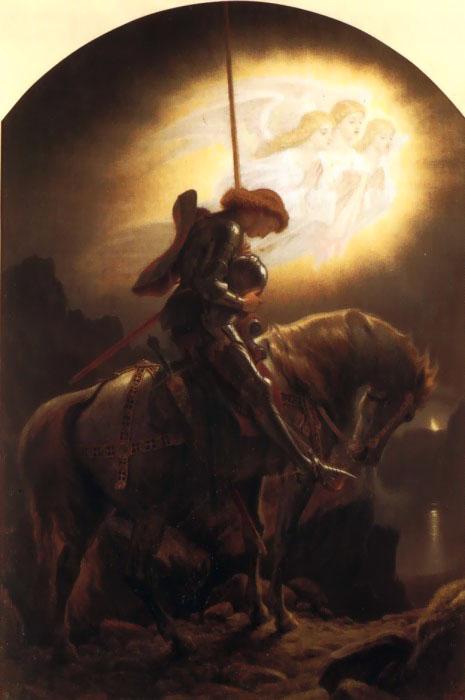
сер Галахад
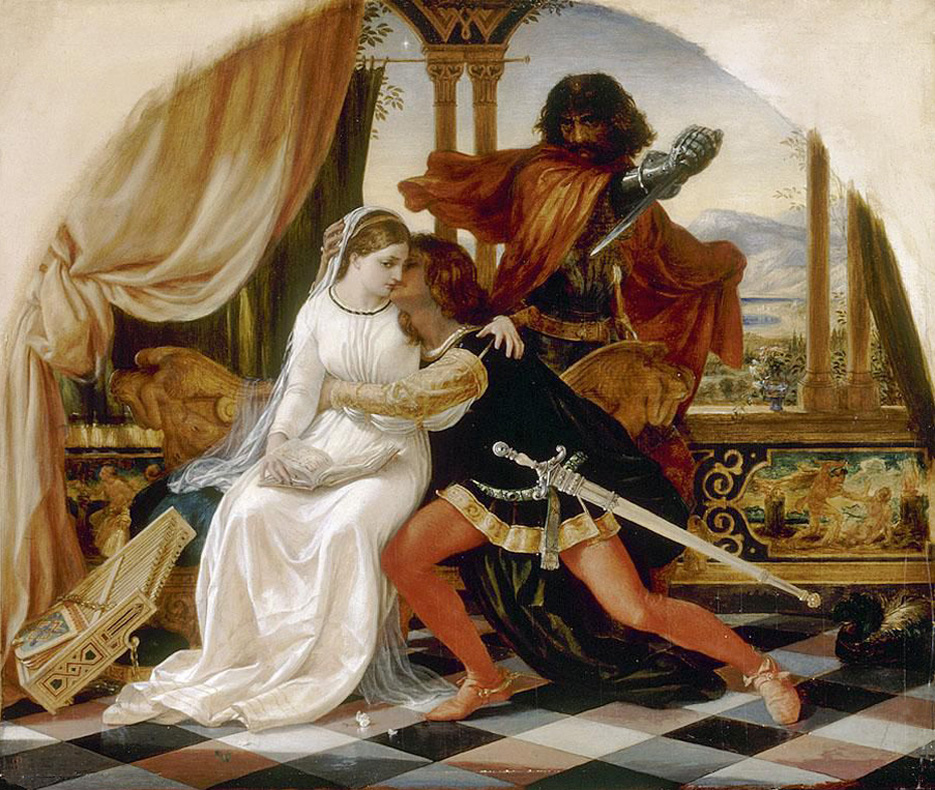
Вбивство Паоло і Франчески
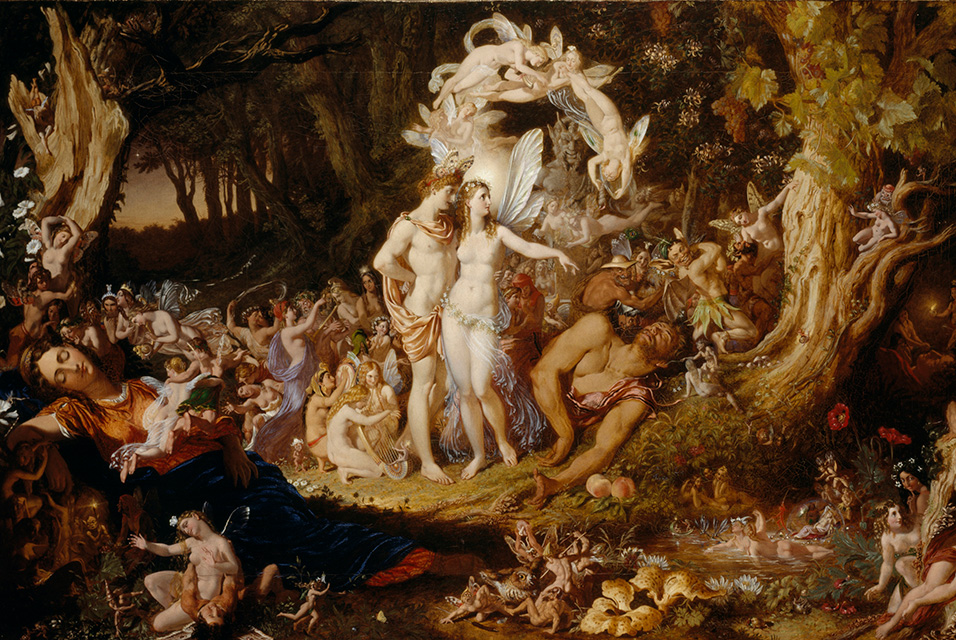
Примирення Оберона і титанів (1847)